# Spilomela
Spilomela là một chi bướm đêm thuộc họ Crambidae.

## Các loài
- Spilomela discordens Dyar, 1914
- Spilomela divaricata (Hampson, 1899)
- Spilomela minoralis Hampson, 1912
- Spilomela pantheralis (Geyer in Hübner, 1832)
- Spilomela personalis Herrich-Schäffer, 1871
- Spilomela perspicata (Fabricius, 1787)
- Spilomela pervialis Herrich-Schäffer, 1871
- Spilomela receptalis (Walker, 1859)